# Eli Sims Shorter
Eli Sims Shorter (* 15. März 1823 in Monticello, Jasper County, Georgia; † 29. April 1879 in Eufaula, Barbour County, Alabama) war ein US-amerikanischer Politiker und vertrat den Bundesstaat Alabama im US-Kongress.

## Werdegang
Eli Sims Shorter wurde am 15. März 1823 in Monticello, Jasper County, Georgia geboren. Sein Vater, Reuben C. Shorter, ein Mediziner und Pflanzer, ist als junger Mann von Virginia nach Georgia eingewandert und wurde ein Führer der Aufkommenden Jacksonian Partei. 1833 zog Shorters Familie nach Eufaula, Barbour County, Alabama. Dort besuchte er die öffentlichen Schulen und graduierte 1844 an dem Yale College (heute Yale University), wo er seinen Bachelor of Laws machte. Seine Zulassung als Anwalt bekam er im selben Jahr und eröffnete dann eine Anwaltspraxis mit seinem Bruder, John Gill, in Eufaula, Alabama. Ferner engagierte er sich in der Landwirtschaft.
Shorter wurde als Demokrat in den dreiundvierzigsten und in den vierundvierzigsten Kongress gewählt. Seine Dienstzeit erstreckte sich vom 4. März 1855 bis zum 3. März 1859. Anschließend entschloss er sich seine Tätigkeit als Anwalt in Eufaula, Alabama wieder aufzunehmen.
Während des Bürgerkriegs diente er in der Konföderiertenarmee im Dienstgrad eines Colonels des achtzehnten Regiments, der Alabama Volunteer Infantry.
Eli Sims Shorter verstarb am 29. April 1879 in Eufaula, Alabama. Er wurde auf dem Fairview Cemetery beigesetzt.

## Familie
Eli Sims Shorter war mit Marietta Fannin, eine Nichte von Col. Fannin aus "Alamo", verheiratet. Sie hatten vier gemeinsame Kinder: Annie Bell, William A., Emory und Henry. Sein älterer Bruder John Gill Shorter war zwischen 1861 und 1863 Gouverneur von Alabama.